# Scrobiculidae
De Scrobiculidae zijn een familie van uitgestorven kreeftachtigen uit de klasse van de Ostracoda (mosselkreeftjes).

## Geslachten
- Roundyella Bradfield, 1935 †
- Scrobicula Posner, 1951 †